# U 234 (1944)
El U 234 fue un U-boot del Tipo XB de la Kriegsmarine alemana durante la Segunda Guerra Mundial. Su primera y única misión en territorio enemigo consistió en el intento de entrega de uranio y otras armas de tecnología avanzada alemana al Imperio del Japón. Después de enterarse de la rendición incondicional de Alemania, el submarino se rindió a los Estados Unidos el 14 de mayo de 1945. Gran cantidad de proyectos nazis cayeron en manos estadounidenses, permaneciendo clasificados hasta el presente. Otros fueron usados en la Operación Paperclip.

## Construcción
Originalmente construido como un submarino colocador de minas, el U 234 fue dañado durante su construcción en Kiel en 1942. Después de la pérdida del U 233 el 2 de julio de 1944, se decidió no utilizar el U 234 como minador, completándose, en cambio, como un submarino de carga de largo alcance para misiones eventuales al Japón.

## Servicio en tiempo de guerra
El U 234 regresó al astillero Germaniawerft de Kiel el 5 de septiembre de 1944 para ser reformado como transporte, en lugar de un minador. Aparte de obras menores, se agregaron un esnórquel y doce de sus treinta tubos lanzaminas fueron equipados con contenedores de carga especial del mismo diámetro que aquellos y mantenidos en su lugar por los mecanismos de liberación de las minas. Además, su quilla fue llenada con la carga, que se cree era vidrio ópticamente mejorado y mercurio, y sus cuatro pisos superiores de compartimientos de almacenamiento de torpedos, dos a cada lado, también fueron ocupados por contenedores de carga.

### Carga
La carga transportada por el U 234 se determinó por una comisión especial, Marine Sonderdienst Ausland, creada a finales de 1944, momento en el que los oficiales del submarino fueron informados de que iban a hacer un viaje especial a Japón. Cuando la carga se completó, los oficiales del submarino estimaron que llevaban 240 toneladas de carga más el combustible diésel y suficientes provisiones para un viaje de seis a nueve meses.
La carga incluía dibujos técnicos, ejemplares de los más nuevos torpedos eléctricos, un avión a reacción Me 262 embalado, una bomba planeadora Henschel Hs 293 y 560 kg de óxido de uranio no declarados en el manifiesto de carga de Estados Unidos, como se desprende de los testimonios de Hirschfeld y Brooks en el libro de 1997 Hirschfeld.
Wolfgang Hirschfeld, oficial de comunicaciones del submarino, vio cómo se cargaban los tubos lanzaminas de la embarcación con unos cincuenta cubos de plomo de 9 pulgadas (230 mm) de lado y «U235» El uranio que puede encontrarse en la naturaleza está compuesto en un 99% por uranio 238, no fisionable y por tanto no apto para hacer bombas atómicas, y un 1% de uranio 235, fácilmente fisionable. Una excepción son las minas de Oklo, en el país centroafricano de Gabón, en donde en 1972 se encontró uranio natural con un 70% de isótopo U235 y vetas de mineral que generaban reacciones sostenidas espontáneas, así como cantidades significativas de plutonio 239 en estado natural. El proceso de separación de los isótopos de uranio es muy complejo, ya que no puede hacerse por vía química, solo mecánicamente. 
Los científicos del proyecto Manhattan usaron un sistema de confinamiento electromagnético de separación de isótopos, llamado calutrón, que tras dos años de arduos trabajos y un gasto cercano a mil millones de dólares, solo había producido dos gramos de U235 a finales de 1944. En enero de 1945 los estadounidenses iniciaron otro procedimiento de separación basado en un costoso sistema de filtrado mediante membranas de polvo de níquel comprimido del gas hexafluoruro de uranio, que, aun siendo más eficaz, apenas permitió tener disponibles dos kilogramos de U235 en julio de 1945. El tercer sistema basado en un sistema supercentrífugo, inventado por el alemán von Ardenne para la producción masiva de U235 fue un éxito, pero dicho sistema solo fue conocido por los estadounidenses desde 1958 y usado por los rusos desde 1946, después de la guerra. El sistema consiste en una cadena de tubos en cascada de unos 10 a 15 centímetros de diámetro que se hacen girar a unas 30 000 revoluciones por segundo. El hexafluoruro de uranio con U235, más ligero que el que contiene u238, permanece en el centro del cilindro, de donde es absorbido e inyectado en un nuevo cilindro centrífugo, y así sucesivamente hasta conseguir una pureza de U235 del 95%. 
Otro ingeniero austriaco llamado Gernot Zippe, que colaboró con von Ardenne y que fue capturado también por los rusos, consiguió emigrar a los Estados Unidos en 1958, atribuyéndose la invención del sistema centrífugo y patentándolo en Occidente en 1960, en donde se conoce como Método Zippe de enriquecimiento de uranio. Desde 1960 hasta 1985, el sistema centrífugo fue usado también en Estados Unidos. Es diez veces más eficaz y de mucho menor consumo eléctrico que el sistema de filtrado estadounidense. Aún hoy los rusos siguen utilizando el sistema centrífugo, y de hecho son los mayores productores del mundo de U235. El sistema de enriquecimiento mediante cascada de supercentrifugadoras es empleado además en Holanda, Corea del Norte, China, Irán, Irak e Israel. 
Como resultado de lo anterior, y ante la imposibilidad del proyecto estadounidense de realizar una bomba de uranio 235, enfocaron todos sus esfuerzos en la fabricación de una bomba de plutonio 239, elemento artificial también fisionable apto para la fabricación de bombas. En 1942 el físico italiano del proyecto Manhattan, Enrico Fermi, consiguió poner en funcionamiento sostenido un reactor nuclear que permitía la fabricación de plutonio Pu239 mediante la radiación intensiva del uranio 238. A pesar de todo, los Estados Unidos solo disponían de 6 kilogramos de plutonio a mediados de julio de 1945.</ref> pintado en cada uno. De acuerdo con los cables enviados desde el astillero, estos contenedores llevaban «polvo de uranio». Hirschfeld, extrañado por la escena y por el aparentemente estúpido error de los japoneses (¿por qué poner «U235» en unos paquetes que transportaba el submarino U 234?), les preguntó el motivo que tenían para escribir aquello. Uno de los japoneses le contestó que era una carga que debía haber ido al Japón con el submarino U 235, pero que este ya no haría semejante viaje.
El oficial de comunicaciones creía recordar que el U 235 era un submarino de la clase VIIC incapaz de alcanzar el Japón. Aun así lo comprobó en la 5.ª Flotilla y, en efecto, el U 235 jamás tuvo nada que ver con el Japón.
Sin embargo, según el autor e historiador Joseph M. Scalia, quien descubrió un mensaje de cable anteriormente secreto en Portsmouth Navy Yard, el óxido de uranio se había almacenado en cilindros revestidos de oro; este documento se discute en Las armas de terror de Hitler. Las características exactas del uranio se desconocen. Scalia y los historiadores Carlos Boyd y Akihiko Yoshida han sugerido que no puede haber sido material para armas nucleares, sino para ser utilizado como catalizador en la producción de metanol sintético para combustible de aviación. Cuando la carga fue estibada, el U 234 llevó a cabo ensayos adicionales, cerca de Kiel, y luego regresó a puerto, donde sus pasajeros subieron a bordo.

### Pasajeros
El U 234 llevaba doce pasajeros, entre ellos un general alemán, cuatro oficiales de la Kriegsmarine, ingenieros civiles y científicos, y dos oficiales de la Armada Imperial Japonesa. El personal alemán incluía al General Ulrich Kessler de la Luftwaffe, que iba a servir de enlace de la aviación alemana en Tokio, Kai Nieschling, un abogado y juez de la Flota que iba destinado al cuerpo diplomático alemán en el Japón, deshaciéndose de los restos de la red de espionaje de Richard Sorge, el Dr. Heinz Schlicke, un especialista en radar, rayos infrarrojos y contramedidas, y el director del sector naval de pruebas en Kiel (más tarde reclutados por los Estados Unidos en la Operación Paperclip), y August Bringewalde, que estaba a cargo de la producción del Messerschmitt Me 262.
Los pasajeros japoneses, que habían llegado a Alemania en 1943 en el submarino japonés I-29, fueron el teniente comandante Hideo Tomonaga de la Armada Imperial Japonesa, un ingeniero naval y diseñador de submarinos y el teniente comandante Genzo Shoji, un especialista aviador y ex agregado naval.

### Viaje final
El U 234 zarpó de Kiel para Kristiansand, Noruega, en la noche del 25 de marzo de 1945, acompañado por buques de escolta y tres submarinos costeros Tipo XXIII, llegando a Horten dos días después. Pasó los siguientes ocho días realizando ensayos de su "Schnorchel", durante los cuales chocó accidentalmente con un submarino tipo VIIC que efectuaba ensayos similares. Los daños en ambos submarinos fueron menores, y a pesar de una rajadura y del tanque de combustible agujereado, el U 234 fue capaz de completar sus pruebas. A continuación, siguió hasta Kristiansand, llegando cerca del 5 de abril, donde fue sometido a reparaciones y cargadas sus provisiones y combustible.
El U 234 partió de Kristiansand hacia el Japón el 15 de abril de 1945, ejecutando inmersión a profundidad de esnórquel durante los primeros 16 días, y en superficie sólo cuando el comandante Kapitänleutnant Johann-Heinrich Fehler consideró que estaban a salvo de los ataques en la superficie por la fuerte tormenta imperante. A partir de entonces, pasaban dos horas funcionando en la superficie por la noche y sumergiéndose el resto del tiempo. El viaje transcurrió sin incidentes, y la primera señal de que los asuntos del mundo estaban superando el viaje fue cuando el transmisor Goliat de la Kriegsmarine dejó de transmitir, seguido poco después por la estación Nauen. Fehler no sabía qué había pasado, pero estaba claro que la sede naval de Alemania había caído en manos aliadas.
Luego, el 4 de mayo, el U 234 recibió un fragmento de una emisión de radio británica y estadounidense anunciando que el almirante Karl Dönitz se había convertido en Jefe de Estado de Alemania tras la muerte de Adolf Hitler. El U 234 finalmente apareció el 10 de mayo en una zona con mejor recepción de radio y recibió la última orden de Dönitz a la fuerza submarina, ordenando a todos los submarinos que fueran a superficie, izando banderas negras y se entregaran a las fuerzas aliadas. Fehler sospechaba de un truco y logró contactar con otro submarino, el U 873, cuyo capitán lo convenció de que el mensaje era auténtico.
En este punto, Fehler estaba prácticamente equidistante de los puertos británicos, canadienses y estadounidenses, y decidió no continuar su viaje, y en su lugar se dirigió a la costa este de los Estados Unidos. Fehler consideraba probable que si se rendían a las fuerzas canadienses o británicas, serían encarcelados y podrían pasar años antes de que fueran devueltos a Alemania; creía que los Estados Unidos, por el contrario, probablemente les enviarían pronto a casa.
Fehler en consecuencia decidió que iba a entregarse a las fuerzas estadounidenses, pero radió el 12 de mayo que tenía la intención de navegar a Halifax, Nueva Escocia, para garantizar que las unidades canadienses no llegaran a él primero. El U 234, a continuación, puso rumbo a Newport News, Virginia, teniendo cuidado, Fehler, de deshacerse de su detector de radar Tunis, el nuevo sistema de comunicación de radio Kurier y todas las máquinas Enigma, documentos relacionados y otros documentos clasificados. Al enterarse de que el submarino se iba a rendir, los dos pasajeros japoneses se suicidaron tomando una sobredosis de luminal (barbitúrico, una pastilla para dormir), siendo enterrados en el mar.

## Captura
La diferencia entre el supuesto curso informado por Fehler a Halifax y el verdadero fue pronto notada por las autoridades estadounidenses, que enviaron dos destructores para interceptar el U 234. El 14 de mayo de 1945 fue encontrado al sur de los Grandes Bancos por el USS Sutton (DE-771). Los miembros de la tripulación del Sutton tomaron el mando del submarino y navegaron en él hasta el Astillero naval de Portsmouth, en donde el U-805, el U-873 y el U- 228 ya se habían rendido.
Noticias de la rendición del U 234 con sus pasajeros alemanes de alto rango hicieron del acontecimiento una noticia importante. Los reporteros se abalanzaron sobre el Astillero naval llenándose el mar de botes pequeños para ver algunos de los submarinos. El hecho de que tenía a bordo una media tonelada de óxido de uranio fue encubierto y quedó clasificado durante la Guerra Fría; un resumen clasificado de inteligencia estadounidense de 19 de mayo se limitó a enumerar la carga del U 234 como entre ellos "a / c  [Avión] , dibujos, armas, suministros médicos, instrumentos, plomo, mercurio, cafeína, aceros, vidrios ópticos y de bronce." El uranio posteriormente desapareció, lo más probable encontrar su camino hacia la planta de difusión de Oak Ridge del Proyecto Manhattan, calculándose que produjo alrededor de 7.7 libras  (3.5 kg) de U-235 después de la elaboración, en torno al 20% de lo que habría sido necesario para armar un arma de fisión contemporánea.

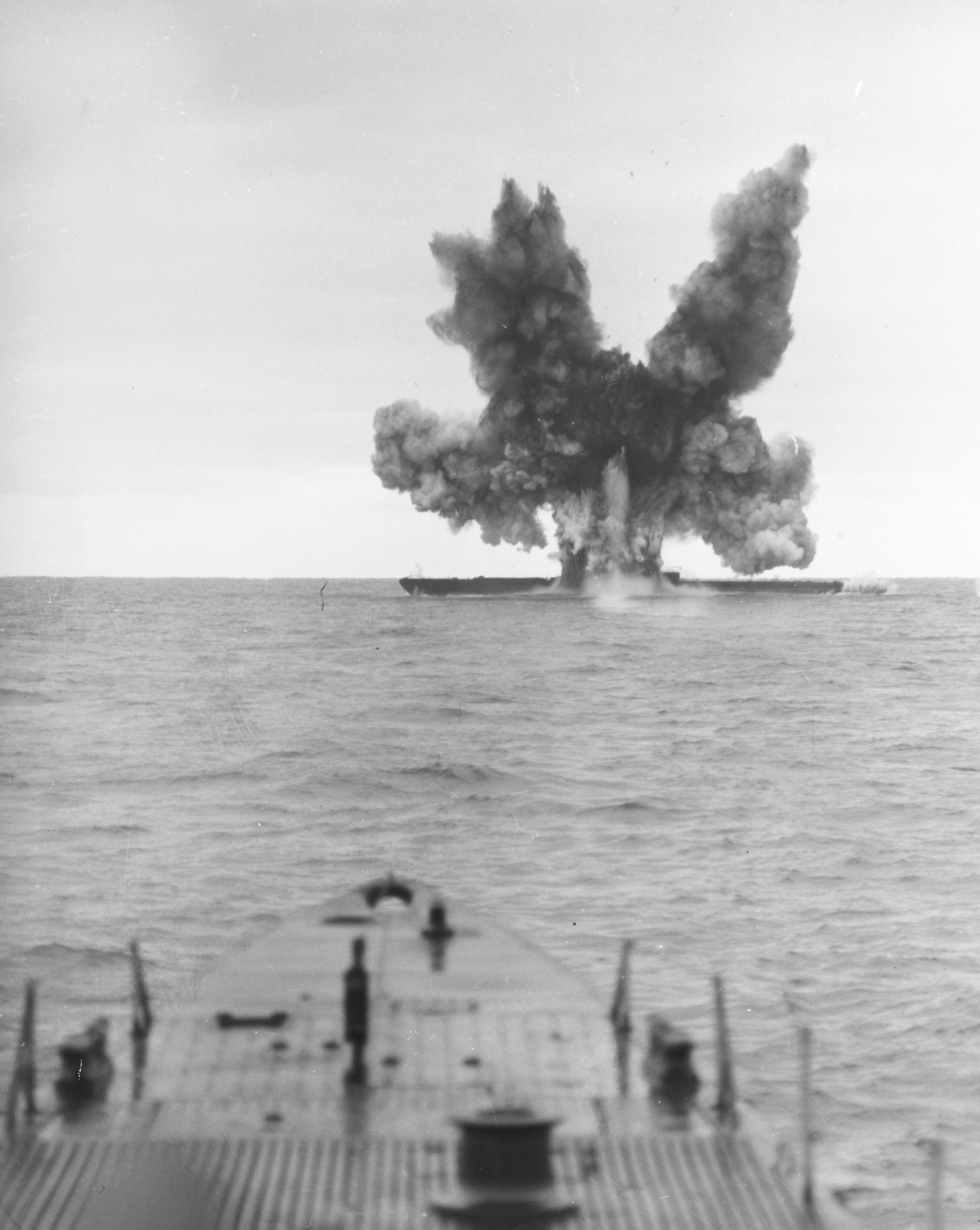
Un torpedo del USS Greenfish hunde al U 234 en las afueras de Cabo Cod, Massachusetts.

La Dra. Velma Hunt, profesora de la salud del medio ambiente retirada de la Universidad Estatal de Pensilvania, ha sugerido que el U 234 puede haber sido entregado en dos puertos entre su entrega y su llegada al Astillero Naval de Portsmouth: una vez en Terranova, cuando se bajó a tierra a un marinero americano que se hirió accidentalmente con un disparo en las nalgas, y otra vez en Casco Bay, Maine. La Armada de los Estados Unidos informa sobre la descarga de 1.200 libras (540 kg) de óxido de uranio desde el U 234 en Portsmouth, pero los dos aviones de combate Me 262 desmantelados no fueron listados en Portsmouth, lo que sugiere que ya habían sido descargados en otro lugar. Sin embargo, otras fuentes hacen mención de los 262 en Portsmouth.

## Destino
Como era innecesario para la Armada de los Estados Unidos, el U 234 fue hundido fuera de Cabo Cod como barco objetivo. Fue destruido por el USS Greenfish (SS-351) el 20 de noviembre de 1947.

## Hechos históricamente comprobados
Desde la posguerra fueron ya conocidos los siguientes hechos:
1. El 15 de abril de 1945 partió desde el puerto noruego de Kristiansand el submarino alemán de transporte U 234, de la clase XB, rumbo a Japón, bajo órdenes expresas del Jefe de la Gestapo, Heinrich Müller, y del propio Adolf Hitler. El 13 de mayo del mismo año el submarino alemán decidió rendirse. Por la zona del Atlántico en que se encontraba debía entregarse a los canadienses.[4]
2. Inexplicablemente, sin embargo, el capitán del navío decidió engañar a los canadienses dando sucesivas falsas posiciones, mientras se acercaba al puerto de Portsmouth (USA). El 16 de mayo de 1945 el destructor estadounidense USS Sutton (DE-771) tomó el control del U 234 que sería entregado a las autoridades de Portsmouth el 19 de mayo de 1945.[4]
3. La noticia recibió amplio eco en la prensa tanto local (Portsmouth Herald) como nacional e internacional.[4]
4. Desde el principio se reconoció que el submarino transportaba hasta Japón sistemas de armas secretas muy importantes. Entre sus pasajeros figuraban incluso dos oficiales de la Armada Imperial Japonesa y un general alemán. Los japoneses se suicidaron tan pronto como el capitán del U 234 les comunicó su deseo de rendirse.[4]
5. A bordo iban los últimos y más sofisticados avances de la ciencia y tecnología alemanas: un Messerschmitt Me 262 desmontado pieza por pieza, componentes vitales de misiles y cohetes, equipos electrónicos de comunicación, radares, las últimas espoletas de proximidad, revolucionarios proyectiles antitanque, medicamentos contra la malaria y un sinfín de planos detallados de otros tantos sistemas y equipos de la más reciente tecnología bélica alemana.[4]
6. Pero lo más importante es que circulaban intensos rumores de que entre las 240 toneladas de carga había óxido de uranio o como mínimo algo relacionado con la energía atómica. Estos rumores no llegaron a la prensa nacional estadounidense ni a la internacional, pero sí aparecieron en los periódicos locales de Portsmouth.[4]

## Investigación de la CNN
En 1983 un equipo de investigadores de la CNN se puso a trabajar en este asunto ya lejano pero no olvidado. Tras una larga pelea legal lograron que el Archivo Naval de los Estados Unidos desclasificase la lista de descarga del U 234.
La lista es ambigua en su redacción:
1. ¿Qué cantidad de óxido de uranio transportaba el submarino? ¿Diez contenedores con un total de 56 kg o 10 contenedores con 56 kg cada uno, es decir, un total de 560 kg?[14]
2. ¿A qué tipo de óxido de uranio se refería la lista?[14]

La pregunta n.º 2 es absolutamente decisiva. El mineral de uranio es rico en el óxido U3O8. Es preciso entender que el U3O8 que se refina a partir del mineral uranífero natural es una sustancia relativamente inofensiva, especialmente en cantidades tan pequeñas como 560 kg. Media tonelada de U3O8 solo contienen apenas 4 kg del isótopo explosivo del uranio de peso atómico 235, conocido generalmente como U235. Se necesitan de 50 a 60 kg de este isótopo para una bomba como la que destruyó Hiroshima. Extraer el isótopo explosivo U235 a partir del óxido natural U3O8 es un proceso muy complejo conocido como enriquecimiento. El producto final del enriquecimiento es el UO2, un polvo metálico pardusco con una proporción de U235 que varía del 3% para los reactores nucleares a más del 90% para las bombas atómicas. 560 kg de UO2 enriquecidos al 90% contendrían unos 450 kg de U235, es decir, suficiente material fisible para nueve o diez bombas.
El equipo de la CNN, que era totalmente consciente de la necesidad de aclarar estas cuestiones, solicitó más información sobre el óxido de uranio que transportaba el submarino. Pero el gobierno estadounidense invocó su legislación sobre secretos nucleares y se negó a facilitar ningún detalle más. Los alemanes tuvieron durante la guerra cantidades ingentes de mineral rico en U3O8 a su disposición (más de 1200 toneladas), algo que por otra parte nunca se ocultó después de 1945.

## Apariciones en los medios
- Das letzte U-Boot (1992), dirigida por Frank Beyer
- Documental El último U-Boat de Hitler, dirigido por Andreas Gutzeit. International Historical Films, Inc. (2001) ASIN B0000646UH
- El día del 49.º aniversario del ataque a Hiroshima, Canal+ estrenó una desconocida película que el crítico de El País[4] consideró perteneciente al género de la política ficción: El último submarino.[nota 2]